# Magdalene (álbum)
Madgalene es el segundo álbum de estudio de la Cantautora Inglesa FKA Twigs. Lanzado el 8 de noviembre de 2019 a través de Young Turks. Es su segundo primer proyecto desde su EP M3LL155X (2018), y el primer álbum extendido desde LP1 (2015). FKA Twigs produjo el álbum, en conjunto con un amplio grupo de coproductores incluidos Nicolas Jaar, Koreless, Daniel Lopatin, Skrillex, Benny Blanco y Michael Uzowuru.

## Lista de canciones
| N.º   | Título                            | Duración |  |
| 1.    | «Thousand Eyes»                   | 5:00     |  |
| 2.    | «Home With You»                   | 3:44     |  |
| 3.    | «Sad Day»                         | 4:15     |  |
| 4.    | «Holy Terrain (Featuring Future)» | 4:03     |  |
| 5.    | «Mary Magdalene»                  | 5:21     |  |
| 6.    | «Fallen Alien»                    | 3:58     |  |
| 7.    | «Mirrored Heart»                  | 4:32     |  |
| 8.    | «Daybed»                          | 4:31     |  |
| 9.    | «Cellophane»                      | 3:24     |  |
| 38:48 |                                   |          |  |

- Datos: Q67210015